# 4152 Weber
A 4152 Weber (ideiglenes jelöléssel 1985 JF) a Naprendszer kisbolygóövében található aszteroida. Edward L. G. Bowell fedezte fel 1985. május 15-én.